# Seminarium Nauczycielskie w Poznaniu
Seminarium Nauczycielskie w Poznaniu – seminarium nauczycielskie działające w Poznaniu w latach 1804–1874.
Genezą utworzenia placówki kształcenia nauczycieli był gwałtowny rozwój szkolnictwa ludowego na terenie Wielkopolski. Seminarium zajęło obiekty dawnego klasztoru Reformatów na Śródce. Plan nauczania został opracowany przez pierwszego dyrektora placówki, Józefa Jeziorowskiego. W pierwszym semestrze studiowało dwunastu uczniów (w przewadze o polskich nazwiskach), a w czasach Księstwa Warszawskiego władze otaczały uczelnię szczególną opieką. Stanisław Staszic określił ją mianem wzoru seminaryjnej szkoły. 
Po 1815 była to trzyklasowa szkoła katolicka skupiająca uczniów w Poznania i okolic, a jej poziom zaczął się obniżać. Władze pruskie nie były zainteresowane gruntownym kształceniem nauczycieli szkół ludowych, gdyż miały za zadanie nauczyć dzieci czytać i liczyć, a przede wszystkim być lojalnymi poddanymi pruskimi. Z czasem poziom nauczania zaczął się ponownie podnosić m.in. za sprawą takich postaci jak Teofil Klonowski i Ewaryst Estkowski. Od 1836 obowiązywał na zajęciach ujednolicony dla seminariów program z czołową pozycja nauczania religii. Inne nauczane przedmioty to: arytmetyka, kaligrafia, rysunek, pedagogika szkolna (elementy), przyroda, geografia, historia, a także języki: polski i niemiecki. W 1862 wprowadzono dalsze zmiany programowe, szczególnie w zakresie elementów pedagogicznych. Dodano również gramatykę, ogrodnictwo i muzykę. Tygodniowo odbywano 42–46 godzin lekcyjnych w 1833 i 31–41 godzin w 1862. Warunki higieniczne w szkole były złe. 
Początkowo przyjmowano dwunastu uczniów, potem trzydziestu (choć często nie było kompletu). Około 1850 było to już 70–80 wychowanków, w tym trzydziestu kształconych darmowo. Z uwagi na małą atrakcyjność zawodu nauczyciela ludowego (głównie niskie wynagrodzenie i ciężka praca) wśród uczniów seminariów dominowali przedstawiciele grup społecznych, dla których zdobycie tytułu nauczycielskiego stanowiło awans społeczny (chłopi, robotnicy, rzemieślnicy). W całym okresie funkcjonowania seminarium wykształciło 1193 nauczycieli, którzy zasilili szkoły wiejskie. W końcowej fazie funkcjonowania w placówce nauczało siedmiu nauczycieli, w tym pięciu Polaków. Polska dominacja wśród kadry pedagogicznej, położenie na Śródce (zamieszkałej głównie przez niezbyt majętne rodziny polskie), w pobliżu silnego ośrodka polskiego katolicyzmu na Ostrowie Tumskim i coraz bardziej polski charakter nauczania był bardzo nie na rękę władzom pruskim. Planowano przenieść szkołę w inną część miasta, ale ostatecznie podjęto decyzję o umieszczeniu jej w Rawiczu, gdzie procesy germanizacyjne zaszły stosunkowo daleko. Ostatni uczniowie opuścili szkołę w październiku 1874.
Seminarium w Rawiczu ostatecznie zamknięto 14 czerwca 1935 z powodu wprowadzenia nowego systemu szkolnego.

## Wykładowcy i wychowankowie
W gronie wykładowców i wychowanków znajdowali się m.in.:
- Bernard Bogedain,
- Ewaryst Estkowski,
- Teofil Klonowski,
- Józef Malczewski,
- Józef Sikorski[2].